# El Rosario, Rafael Lucio
El Rosario är en ort i Mexiko.   Den ligger i kommunen Rafael Lucio och delstaten Veracruz, i den sydöstra delen av landet, 230 km öster om huvudstaden Mexico City. El Rosario ligger 1 639 meter över havet och antalet invånare är 555.
Terrängen runt El Rosario är bergig, och sluttar österut. Runt El Rosario är det ganska tätbefolkat, med 172 invånare per kvadratkilometer. Närmaste större samhälle är Xalapa, 8,5 km sydost om El Rosario. Omgivningarna runt El Rosario är en mosaik av jordbruksmark och naturlig växtlighet.